# Don Simpson
Donald Clarence Simpson (Seattle, Washington; 29 de octubre de 1943 - Los Ángeles, California; 19 de enero de 1996) fue un productor de cine, guionista y actor estadounidense. Junto con su compañero de producción Jerry Bruckheimer, produjo exitosas películas como Flashdance (1983), Beverly Hills Cop (1984), Top Gun (1986) y The Rock (1996). En total, sus películas producidas recaudaron cerca de tres mil millones de dólares mundialmente. Falleció en 1996 a causa de su problema con las drogas, lo que le ocasionó un fallo cardíaco.

## Filmografía

### Cine
| Año  | Título                | Papel           | Notas               |
| ---- | --------------------- | --------------- | ------------------- |
| 1975 | Aloha, Bobby and Rose |                 | Guionista           |
| 1976 | Cannonball            |                 | Guionista           |
| 1983 | Flashdance            |                 | Productor           |
| 1984 | Beverly Hills Cop     |                 | Productor           |
| 1984 | Thief of Hearts       |                 | Productor           |
| 1986 | Top Gun               |                 | Productor           |
| 1987 | Beverly Hills Cop II  |                 | Productor           |
| 1990 | Days of Thunder       | Aldo Bennedetti | Productor           |
| 1994 | The Ref               |                 | Productor ejecutivo |
| 1995 | Bad Boys              |                 | Productor           |
| 1995 | Crimson Tide          |                 | Productor           |
| 1995 | Dangerous Minds       |                 | Productor           |
| 1996 | The Rock              |                 | Productor           |